# Оливьери, Фабио
Фабио Оливьери (итал. Fabio Olivieri; 12 сентября 1658, Пезаро, Папская область — 9 февраля 1738, Рим, Папская область) — итальянский куриальный кардинал. Секретарь апостольских бреве с 24 ноября 1700 по 9 февраля 1738. Про-префект Апостольского дворца с 1 октября 1712 по 6 мая 1715. Кардинал-священник с 6 мая 1715, с титулом церкви Санти-Вито-Модесто-э-Крешенция с 23 сентября 1715 по 9 февраля 1738.